# ديفيد رين
ديفيد رين (بالإنجليزية: David Rein)‏ هو محامي أمريكي، ولد في 1914 في نيويورك في الولايات المتحدة، وتوفي في 1979.